# 江戸相撲安永4年3月場所
江戸相撲安永4年3月場所（えどすもうあんえい4ねん3がつばしょ）は、安永4年（1775年）3月に開催された江戸相撲（大相撲の前身）の本場所。興行場所は深川八幡神社。

## 概要
この場所は当初は晴天8日間興行の予定であったが、雨天続きのため4日目で打ち止めとなった。

## 幕内番付・星取表
| 東               | 東        | 東               | 番付      | 西               | 西            | 西   |
| 備考             | 成績      | 力士名           | 番付      | 力士名           | 成績          | 備考 |
| ---------------- | --------- | ---------------- | --------- | ---------------- | ------------- | ---- |
| 新大関（第47代） | 全休      | 布ヶ瀧淵右エ門   | 大関      | 大渡門太夫       | 全休          |      |
|                  | 3勝1休    | 石見潟丈右エ門   | 関脇      | 伊勢ノ海億右エ門 | 3勝1休        |      |
|                  | 1勝2敗1休 | 小杉山紋太夫     | 小結      | 達ヶ関森右エ門   | 4勝           |      |
|                  | 1勝1敗2休 | 雪見山鉄右エ門   | 前頭筆頭  | 十万ノ海捷右エ門 | 1勝3敗        |      |
|                  | 1勝1敗2休 | 越ノ海勇藏       | 前頭2枚目 | 稲川政右エ門     | 2勝1敗1無勝負 |      |
|                  | 3勝1敗    | 風師山龍右エ門   | 前頭3枚目 | 雷電為五郎       | 1敗3休        |      |
|                  | 1勝3敗    | 八ツヶ峰住右エ門 | 前頭4枚目 | 佐渡ヶ嶽住右エ門 | 2勝2休        |      |

## 備考
- この時代の江戸相撲においては優勝力士という概念は存在していないが、後に定められた優勝制度を遡って準用することができる。本場所においては、達ヶ関が優勝相当となる（もっとも、この場所は上述のように4日間で打ち切られている）。